# Florian Temengil
Florian Skilang Temengil (ur. 4 listopada 1986) – palauski zapaśnik walczący w obu stylach. Dwukrotny olimpijczyk. Szesnasty w Pekinie 2008 w wadze 120 kg i dziewiętnasty w Rio de Janeiro 2016 w kategorii 125 kg.
Siedemnasty na mistrzostwach świata w 2015. Złoty medalista na igrzyskach mikronezyjskich w 2010, 2014 i  2018. Zdobył osiemnaście medali na mistrzostwach Oceanii w latach 2008  - 2024. Trzy medale na mistrzostwach Oceanii w zapasach plażowych, w tym złoty w 2011 roku.